# LIGO

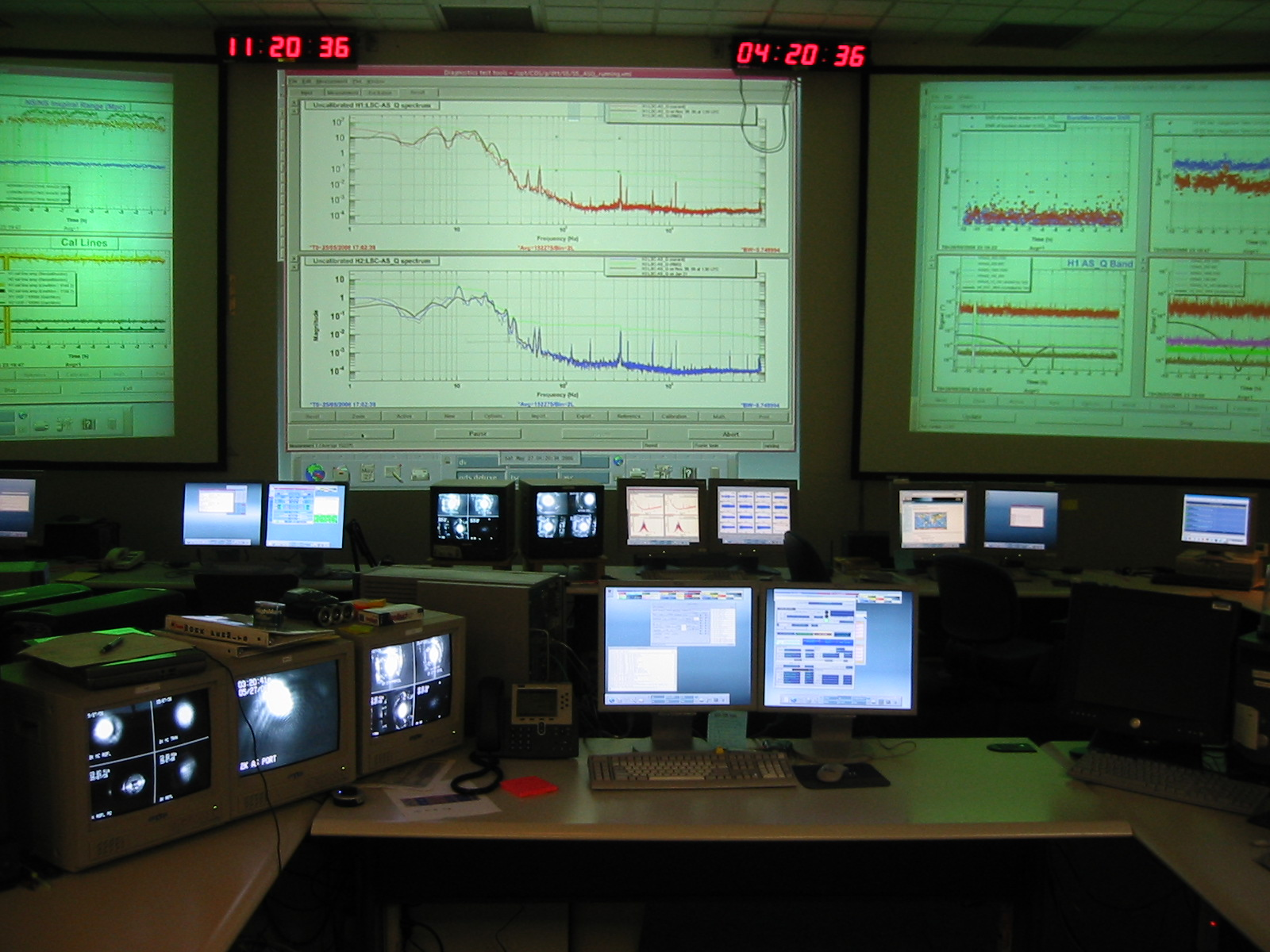
Centrum sterowania detektora w Hanford

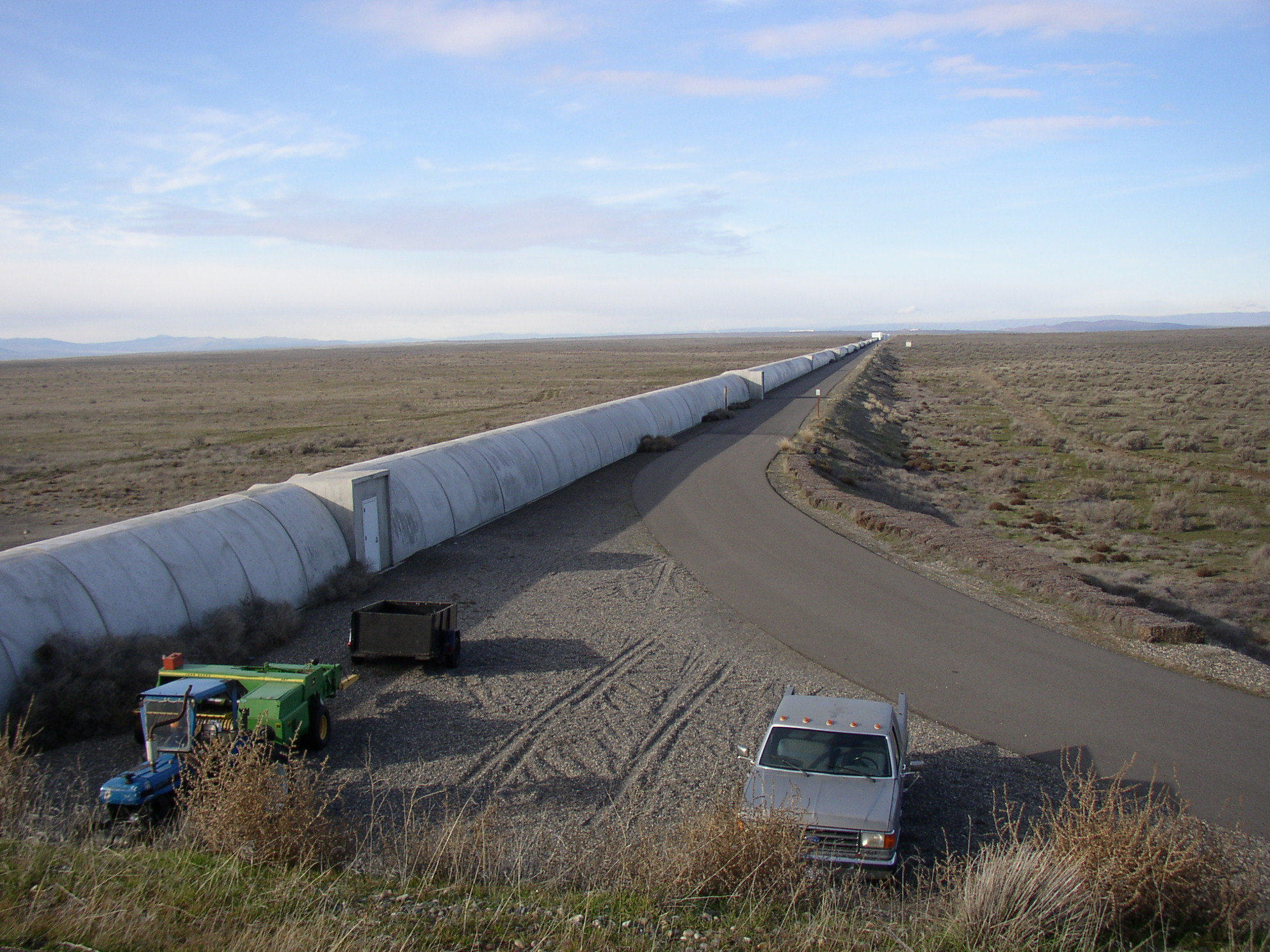
Północna odnoga detektora LIGO w Hanford

LIGO (Laser Interferometer Gravitational Wave Observatory) – detektor fal grawitacyjnych, bazujący na zasadzie interferometru Michelsona. LIGO jest wspólnym przedsięwzięciem naukowców z MIT, Caltech i wielu innych szkół wyższych.
Pomysł budowy detektora zrodził się w 1992; pomysłodawcami byli Kip Thorne i Ronald Drever z Caltechu oraz Rainer Weiss z MIT. Budowę rozpoczęto w 1996, a zakończono cztery lata później. Pierwszych badań naukowych dokonano w 2002. Koszt budowy wyniósł 365 mln USD (według cen z 2002 roku). Projekt jest sponsorowany przez National Science Foundation.
Pomimo zaawansowania technicznego LIGO 1, naukowcy nie zarejestrowali sygnału, który jednoznacznie wywołany był zaburzeniami pola grawitacyjnego. Było to spowodowane zbyt małą czułością aparatury badawczej, gdyż była to pierwsza wersja testowa instrumentu. Problemy te miała przełamać kolejna, udoskonalona wersja LIGO.
W 2008 podjęto decyzję o udoskonaleniu instrumentu w celu zwiększenia jego czułości 10-krotnie. Zakończenie prac i ponowne rozpoczęcie pomiarów LIGO nastąpiło we wrześniu 2015 roku.

## Budowa i zasada działania

Schemat budowy detektora

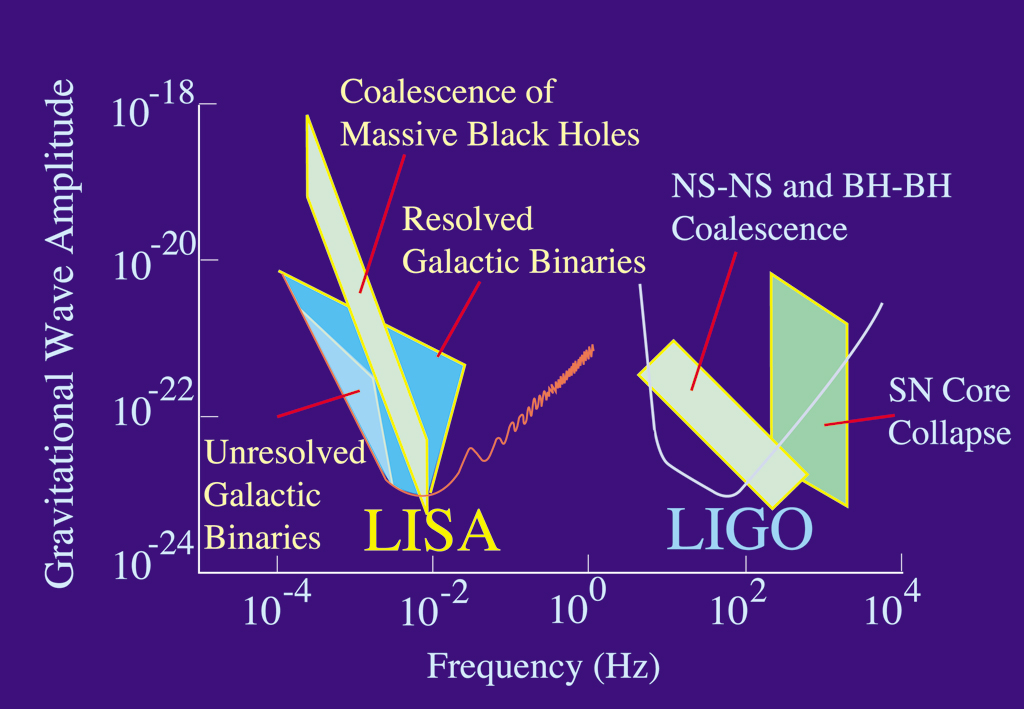
Wykres porównujący zakres czułości detektorów LIGO i LISA

Obserwatorium LIGO to nie jedna, lecz dwie identyczne instalacje, oddalone od siebie o ponad 3 tys. kilometrów. Jedna z nich znajduje się w Hanford, w pobliżu Richland w stanie Waszyngton, a druga w Livingston w stanie Luizjana. Instalacja, która z góry wygląda jak litera L, to dwie rury o długości 4 km każda i stykające się pod kątem prostym. Każde z ramion detektora zbudowane jest z betonowej rury o średnicy 2 m, w której wnętrzu znajduje się druga rura ze stali nierdzewnej, w której panuje niemal zupełna próżnia. W miejscu połączenia rur umiejscowiony jest laser oraz dzielnik wiązki światła.
Dzięki rozdzielaczowi wiązka lasera zostaje skierowana do obu ramion jednocześnie. Wiązki docierają do zwierciadeł umieszczonych na końcu każdej z rur. Aby osiągnąć maksymalną dokładność pomiaru promienie są odbijane tam i z powrotem około 100 razy, po czym zostają skierowane do fotodetektora. Następnie komputer porównuje obie wiązki lasera zarejestrowane w fotodetektorze i dzięki zjawisku interferencji wylicza różnicę dróg przebytych przez obydwie wiązki. Drogi te są identyczne, ale jeżeli w czasie pomiaru dotrze do urządzenia fala grawitacyjna (zaburzenie czasoprzestrzeni), długość jego ramion ulega zmianiom, co powoduje, że wiązki docierają do fotodetektora nierównocześnie.
Trudność w detekcji fal grawitacyjnych polega na tym, że nawet największe przewidywane zaburzenia czasoprzestrzeni mogą zmienić długość ramion detektora o mniej niż jedną tysięczną część średnicy protonu. Dla porównania – to mniej więcej tak, jakby mierzyć zmiany średnicy Drogi Mlecznej (średnica około 100 tys. lat świetlnych) z dokładnością do jednego metra.
Największym problemem przy projektowaniu i budowie LIGO było opracowanie sposobu uniknięcia zakłóceń podczas pomiarów, szczególnie tych, których źródłem mogą być wstrząsy sejsmiczne, przelot samolotu lub roboty budowlane w okolicy. Zakłócenia te muszą być wyeliminowane, aby pomiar był wiarygodny. W tym celu opracowano szereg systemów tłumiących drgania oraz programy komputerowe, które potrafią porównać i oddzielić zakłócenia od wyników badań.
Najważniejszym rozwiązaniem konstrukcyjnym był pomysł, aby wybudować nie jeden, ale dwa identyczne instrumenty w dużej odległości. Dzięki temu, nawet kiedy w jednym LIGO dojdzie do zakłóceń pochodzenia ziemskiego, drugi instrument oddalony o 3 tys. kilometrów nie zostanie zakłócony. Natomiast gdy przez Ziemię przejdzie z prędkością światła fala grawitacyjna, wywoła podobne zmiany w obydwu miejscach tuż po sobie.

## Cele naukowe
Podstawowym celem LIGO jest obserwowanie i próba lokalizacji źródeł fal grawitacyjnych, które są zmarszczkami czasoprzestrzeni. Twórcą teorii opisującej fale grawitacyjne jest Albert Einstein, którego ogólna teoria względności przewiduje, że na skutek ruchu obiektów obdarzonych masą w przestrzeni powinny rozchodzić się fale grawitacyjne, czyli zaburzenia czasoprzestrzeni. Im większa masa i szybszy ruch, tym większe zaburzenia przestrzeni oraz łatwiejsze do obserwacji przez naziemne detektory typu LIGO. Falowe zmiany pola grawitacyjnego pierwszy próbował zarejestrować fizyk amerykański Joseph Weber w latach 60. XX wieku. Budował on aluminiowe cylindry obłożone detektorami, lecz ich czułość była zbyt niska. Istnienie fal grawitacyjnych nie budziło wątpliwości od 1974 roku, gdy zostały potwierdzone pośrednio przez radioastronomów, Josepha Taylora i Russela Hulse'a. Obserwując okrążające się pulsary PSR B1913+16, stwierdzili, że układ ten powoli traci energię, zgodne z ogólną teorią względności. Za to odkrycie otrzymali w 1993 Nagrodę Nobla.
Badanie Wszechświata przy pomocy detektorów fal grawitacyjnych jest nową domeną badań astronomicznych, uzupełniającą obserwacje prowadzone w promieniowaniu elektromagnetycznym i przy użyciu detektorów neutrin. Rejestrowanie fal grawitacyjnych umożliwia obserwację największych kosmicznych zjawisk: zderzeń gwiazd neutronowych, czarnych dziur i wybuchów supernowych.

## Odkrycie fal grawitacyjnych

Pomiary systemu LIGO wykonane przez instrumenty w Hanfordzie (po lewej) i Livingstonie (po prawej) wraz z przewidywanymi wartościami teoretycznymi

11 lutego 2016 międzynarodowy zespół naukowców poinformował o pierwszym w historii zarejestrowaniu fal grawitacyjnych. 14 września 2015, niemal w tym samym czasie, fale zostały wykryte przez oba detektory LIGO. Zarejestrowane fale grawitacyjne pochodziły ze zderzenia układu dwóch czarnych dziur, do którego doszło ponad miliard lat temu. Z ogłoszeniem wyników obserwacji zwlekano kilka miesięcy ze względu na dokładną weryfikację danych. Nie chciano też powtórzyć błędu sprzed dwóch lat, kiedy błędnie zinterpretowano obserwacje prowadzone na biegunie południowym za pomocą BICEP2, teleskopu mikrofalowego promieniowania tła.

## Inne detektory fal grawitacyjnych
LIGO nie jest jedynym instrumentem tego typu. Działają m.in. GEO600, VIRGO, a w fazie projektów pozostają AIGO, LCGT. Prace trwają również nad detektorem LISA, którego umieszczenie w przestrzeni kosmicznej planowane jest na 2034 rok. W grudniu 2015 wystrzelono sondę LISA Pathfinder, której zadaniem jest przetestowanie technologii, które zostaną zastosowane w przyszłości w misji LISA.